# Юрдюк-Кумах
Юрдюк-Кумах (рос. Юрдюк-Кумах) — село Верхоянського улусу, Республіки Саха Росії. Входить до складу Юрдюк-Кумаського наслегу.
Населення — 2 особи (2002 рік).
Село розташоване за 93 кілометри від адміністративного центру улусу — міста Верхоянська.